# Corine Franco
Corine Cécile Franco (de Petit) (5 de octubre de 1983 en La Rochelle) es una exfutbolista francesa. Se desempeñaba como defensora y su último club fue el Olympique Lyonnais de la Division 1 Féminine, donde Franco fue la vice-capitana del club y jugó gran parte de su carrera entre los años 2008 y 2018, año en que se retiró.
Franco también fue parte de la selección francesa de fútbol, haciendo su primera aparición en un torneo internacional en la Eurocopa Femenina 2009.

## Estadísticas

### Clubes
| Club                | Temporada           | Liga | Liga  | Copa | Copa  | Torneo Continental | Torneo Continental | Total | Total |
| Club                | Temporada           | Aps  | Goles | Aps  | Goles | Aps                | Goles              | Aps   | Goles |
| ------------------- | ------------------- | ---- | ----- | ---- | ----- | ------------------ | ------------------ | ----- | ----- |
| ASJ Soyaux          | 2002–03             | 18   | 4     | 0    | 0     | 0                  | 0                  | 18    | 4     |
| ASJ Soyaux          | 2003–04             | 22   | 13    | 0    | 0     | 0                  | 0                  | 22    | 13    |
| ASJ Soyaux          | 2004–05             | 22   | 8     | 0    | 0     | 0                  | 0                  | 22    | 8     |
| ASJ Soyaux          | 2005–06             | 22   | 12    | 0    | 0     | 0                  | 0                  | 22    | 12    |
| ASJ Soyaux          | 2006–07             | 22   | 7     | 0    | 0     | 0                  | 0                  | 22    | 7     |
| ASJ Soyaux          | 2007–08             | 19   | 7     | 4    | 2     | 0                  | 0                  | 23    | 9     |
| ASJ Soyaux          | Total               | 125  | 51    | 4    | 2     | 0                  | 0                  | 129   | 53    |
| Lyon                | 2008–09             | 19   | 2     | 3    | 1     | 6                  | 2                  | 28    | 5     |
| Lyon                | 2009–10             | 21   | 2     | 4    | 0     | 9                  | 1                  | 34    | 3     |
| Lyon                | 2010–11             | 5    | 0     | 0    | 0     | 2                  | 0                  | 7     | 0     |
| Lyon                | 2011–12             | 16   | 2     | 4    | 1     | 8                  | 1                  | 28    | 4     |
| Lyon                | 2012–13             | 17   | 4     | 5    | 1     | 5                  | 0                  | 27    | 5     |
| Lyon                | 2013–14             | 15   | 1     | 6    | 3     | 2                  | 0                  | 23    | 4     |
| Lyon                | 2014–15             | 17   | 0     | 3    | 1     | 6                  | 1                  | 26    | 2     |
| Lyon                | 2015–16             | 11   | 3     | 3    | 1     | 4                  | 0                  | 18    | 4     |
| Lyon                | Total               | 121  | 14    | 32   | 7     | 38                 | 6                  | 181   | 27    |
| Total de la carrera | Total de la carrera | 246  | 62    | 36   | 9     | 38                 | 6                  | 310   | 78    |

### Internacional
| Selección Nacional | Temporada | Aps | Goles |
| ------------------ | --------- | --- | ----- |
| Francia            | 2002–03   | 3   | 1     |
| Francia            | 2003–04   | 1   | 0     |
| Francia            | 2004–05   | 0   | 0     |
| Francia            | 2005–06   | 0   | 0     |
| Francia            | 2006–07   | 7   | 0     |
| Francia            | 2007–08   | 6   | 1     |
| Francia            | 2008–09   | 10  | 2     |
| Francia            | 2009–10   | 14  | 4     |
| Francia            | 2010–11   | 8   | 0     |
| Francia            | 2011–12   | 22  | 2     |
| Francia            | 2012–13   | 13  | 0     |
| Francia            | 2013–14   | 1   | 0     |
| Total              | Total     | 89  | 11    |

## Palmarés

### Campeonatos nacionales
| Título          | Club              | País    | Año     |
| --------------- | ----------------- | ------- | ------- |
| Division 1      | Olympique de Lyon | Francia | 2008-09 |
| Division 1      | Olympique de Lyon | Francia | 2009-10 |
| Division 1      | Olympique de Lyon | Francia | 2010-11 |
| Division 1      | Olympique de Lyon | Francia | 2011-12 |
| Copa de Francia | Olympique de Lyon | Francia | 2011-12 |
| Division 1      | Olympique de Lyon | Francia | 2012-13 |
| Copa de Francia | Olympique de Lyon | Francia | 2012-13 |
| Division 1      | Olympique de Lyon | Francia | 2013-14 |
| Copa de Francia | Olympique de Lyon | Francia | 2013-14 |
| Division 1      | Olympique de Lyon | Francia | 2014-15 |
| Copa de Francia | Olympique de Lyon | Francia | 2014-15 |
| Division 1      | Olympique de Lyon | Francia | 2015-16 |
| Copa de Francia | Olympique de Lyon | Francia | 2015-16 |
| Division 1      | Olympique de Lyon | Francia | 2016-17 |
| Copa de Francia | Olympique de Lyon | Francia | 2016-17 |

### Campeonatos internacionales
| Título            | Equipo               | Sede           | Año     |
| ----------------- | -------------------- | -------------- | ------- |
| Liga de Campeones | Olympique de Lyon    | Inglaterra     | 2010-11 |
| Copa de Chipre    | Selección de Francia | Chipre         | 2012    |
| Liga de Campeones | Olympique de Lyon    | Alemania       | 2011-12 |
| Copa de Chipre    | Selección de Francia | Chipre         | 2014    |
| Liga de Campeones | Olympique de Lyon    | Italia         | 2015-16 |
| Copa SheBelieves  | Selección de Francia | Estados Unidos | 2017    |
| Liga de Campeones | Olympique de Lyon    | Gales          | 2016-17 |
| Liga de Campeones | Olympique de Lyon    | Ucrania        | 2017-18 |